# Румеланж
Румеланж (лукс. Rëmëleng фр.   ) је град у Луксембургу.

## Географија
Румеланж је општина са градским статусом у јужном Луксембургу. Налази се у Кантону Еш-сур-Алзет и део је Округа Луксембург. Град се налази на граници са Француском.
Простире се на 21.38 км2. Према попису из 2001. године град Диделанж има 4.309 становника. Према процени 2009. има 4.896 становника

## Историја
Румеланж је формиран 25. септембра 1891, када је одвојен од општине Кајл. Закон за формирање Румеланжа је усвојен 27. јуна 1891. године.

## Знаменитости
Град је такође место подземних рудника гвожђа који више није у функцији. У Румеланжу се налази Национални музеј рударства.

## Демографија
Попис 15. фебруара 2001:
- Укупна популација: 4.309
  - Мушкарци: 2.081
  - Жене: 2.228

| Националност    | Популација | %      |
| --------------- | ---------- | ------ |
| - Луксембуржани | 2.926      | 67,90% |
| - Португалци    | 601        | 13,95% |
| - Французи      | 167        | 3,88%  |
| - Италијани     | 167        | 3,88%  |
| - Белгијанци    | 32         | 0,74%  |
| - Немци         | 48         | 1,11%  |
| - Југославија   | 268        | 6,22%  |
| - Остали        | 100        | 2,32%  |

## Галерија
- Румеланж
- Црква
- Споменик